# میشل لانگراک
میشل لانگراک (انگلیسی: Mitchell Langerak؛ زاده ۲۲ اوت ۱۹۸۸) یک بازیکن فوتبال است.